# Tuyến Tây

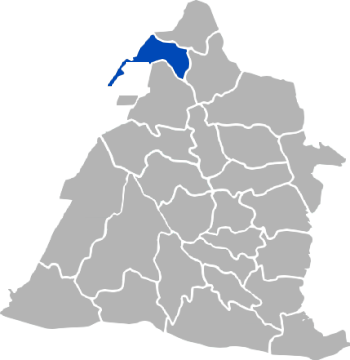
Vị trí tại Chương Hóa

Tuyến Tây (tiếng Trung: 線西鄉; bính âm: Xiànxi Xiāng) là một hương (xã) của huyện Chương Hóa, tỉnh Đài Loan, Trung Hoa Dân Quốc (Đài Loan). Hương nằm ở ven biển và là đơn vị có diện tích nhỏ nhất trong huyện. Tổng diện tích của Tuyến Tây là 18,0856 km², dân số vào tháng 8 năm 2011 là 17.046 người thuộc 4.146 hộ gia đình, mật độ cư trú đạt 942,5 người/km².